# Simon Preston
Simon John Preston (ur. 4 sierpnia 1938 w Bournemouth, zm. 13 maja 2022) – brytyjski organista, klawesynista, dyrygent i kompozytor.

## Biografia
W dzieciństwie śpiewał w chórze King′s College w Cambridge. Studiował w Royal Academy of Music w Londynie oraz uczył się gry na organach w King′s College pod kierunkiem Davida Willcocksa. W wieku 24 lat został jednym z organistów Opactwa Westminsterskiego. Pełnił tę funkcję do 1967. W 1970 został organistą i nauczycielem muzyki w katedrze Christ Church w Oksfordzie. Od 1981 pracował w Opactwie Westminsterskim jako organista i chórmistrz. 
Wydał między innymi sakralne dzieła J. Haydna, G.F. Händla. W 1987 zrezygnował z funkcji, jakie pełnił w Opactwie Westminsterskim. Dokonał nagrań płytowych między innymi kompozycji organowych J.S. Bacha, F. Poulenca, G.F. Händla. W 2009 otrzymał Order Imperium Brytyjskiego (CBE).